# Asemonea minuta
Asemonea minuta là một loài nhện trong họ Salticidae.
Loài này thuộc chi Asemonea. Asemonea minuta được Fred R. Wanless miêu tả năm 1980.